# Collège Saint-Jacques
Le collège Saint-Jacques est un établissement scolaire privé sous contrat français, situé à Joigny dans l’Yonne. Il fait partie de l’ensemble scolaire Saint-Jacques, qui regroupe les écoles Sainte-Thérèse, Saint-Loup et Saint-Jacques qui passéde un internat de 15 chambre de 2 personne, et accueille environ 350 élèves.

## Historique
En 1697, l’archevêque de Sens établit le petit séminaire Saint-Jacques.
Sous la révolution, Napoléon III installe un escadron du 9e chasseur. En 1878, les soldats quittent la garnison ; l’ancienne caserne devient le magasin de futailles d’un marchand de vin.
Ces bâtiments, en 1882, deviennent ceux du Petit Séminaire diocésain, au grand contentement des Joviniens. Un journal local écrivait alors que cet établissement serait une source de profit pour les commerçants et les industriels de la ville, et donnerait un peu de vie au faubourg Saint-Jacques assez peu dynamique. Plusieurs acquisitions permettent d’agrandir Saint-Jacques. 
La loi de séparation de l’Église et de l’État de décembre 1905 oblige à la fermeture du Petit Séminaire. À sa place ouvre ses portes, le 5 février 1907, l’école Saint-Jacques.
La chapelle est construite en 1955. À partir de 1968, la fusion avec l’école Sainte-Thérèse permet d’accueillir 700 élèves. En 1977, le collège Saint-Jacques ferme son second cycle et reprend tout le premier cycle. Restent alors à Sainte-Thérèse deux maternelles et six classes primaires auxquelles s’adjoint par la suite une classe de perfectionnement. En septembre 1988, le lycée professionnel est ouvert.